# الرجل العنكبوت 2
 الرجل العنكبوت 2 (بالإنجليزية: Spider-Man 2) هو فيلم أمريكي أنتج سنة 2004، أخرجه سام رايمي، كتبه ألفن سارجينت، من قصة قد كتبها كل من ألفرد جاو، مايلز ميلار، ديفيد كوب ومايكل تشابون، وهو تكملة لفيلم الرجل العنكبوت 1 وله 3 اجزاء وهو الجزء الذي أنتج عام 2002 وهو ثاني فيلم للمخرج سام رايمي في ثلاثية أفلام الرجل العنكبوت المبنية على القصص الرسومية لشركة مارفل لنفس الشخصية. يقوم في هذا الفيلم كل من توبي مغواير بدور بيتر باركر، كريستين دانست بدور ماري جين واتسن وجيمس فرانكو بدور هاري أوزبورن.

## القصة
يعرض الفيلم في البداية عن معاناة بيتر باركر في التوفيق بين مسئوليات سبايدر مان في مكافحة الجريمة وأداء متطلبات حياته الشخصية حيث يكتشف تراجع في مستواه الدراسي وعلاقته العاطفية مع ماري جين واتسون منا أن أفضل صديق له هاري أوسبورن ينوي الانتقام من الرجل العنكبوت لإعتقادة بأنه قتل والده نورمان، بالإضافة إلى ذلك، يكتشف أن عمته مايو معرضة للإفالس.
يصبح هاري رئيس قسم أبحاث Oscorp، ويرعى عالم نووي لامع يدعى أوتو أوكتافيوس الذي يحلم بإحداث تفاعلات إندماج نووي ليتمكن من الاستفادة من طاقتها المتجددة، يرتدي أذرع آلية ذات ذكاء صناعي ليسخرها في عمل تجربته.
بالرغم من نجاح عمل التجربة في البداية، لكن تزداد الطاقة مما يؤدي إلى اختلال توازن الأمور بسرعة، وبعناد يرفض أوكتافيوس إنهاء التجربة، مما يؤدي إلى مقتل زوجته، وتدمير الرقاقة العصبية التي تحمي اوكتافيوس من تأثير الأذرع على عقله، وتلتحم الأذرع مع عموده الفقري. يصل الرجل العنكبوت وينهي التجربة قبل حدوث المزيد من الضرر.
يفقد أوكتافيوس وعيه، ويتم إرساله إلى المستشفى، وأثناء أجراء فريق طبي لإزالة الأذرع الآلية جراحياً، كانت الأذرع حينها قد بدأت السيطرة وإدراك أهمية بقائها فهاجمت بوحشية الطاقم الطبي، وقتلت معظم الفريق، يستعيد أوكتافيوس وعيه وعندما يرى ما قامت الأذرع من مذابح يهرب من المستشفى، ويختبئ في مختبرة المطل على نهر هدسون، ويفكر في مصيره، ولكن تقنعه الأذرع بإعادة المحاولة في تجربته، ولكن لتمويل التجربة لابد من المال فيقرر سرقة أحد البنوك، وسمي الدكتور أوكتافيوس بالدكتور الأخطبوط أو «دوك أوك» على أحد الصحف.
يحاول بيتر أن يستعيد علاقته مع ماري جين ويحضر لأول مرة مسرحية لها، ولكنها تخبره، بأنها مخطوبة لرائد الفضاء الشهير جون جيمسون نجل جونا جيمسون، بيتر يفقد قواه الخارقة لتعرضة لتلك الصدمة العاطفية، فيقرر أن يتخلى عن كونه سبايدر مان تماماً ويعود إلى حياته الطبيعية.
يلقى بيتر بزي الرجل العنكبوت في سلة القمامة، يخبر بيتر عمته مايو أن وفاة عمه بن في كان نتيجة خطأه، وفي نهاية الأمر تسامحه عمته، ولكن عندما يعلم من جاره البالغ من العمر تسع سنوات عن اختفاء الرجل العنكبوت وارتفاع معدل الجريمة في مدينة نيويورك، يقرر بيتر أن يصبح الرجل العنكبوت مرة أخرى.
يكتشف الدكتور أخطبوط أنه يحتاج إلى التريتيوم الذي تعتبر وقود المفاعل الاندماجي، ويذهب إلى هاري ليطلبه منه. هاري يرفض في البداية لأن هذه التجربة تهدد سلامة المدينة، لكنه يوافق في نهاية المطاف في مقابل أن يسلمه الرجل العنكبوت ويخبرة أن بيتر، الذي له علاقة جيدة بالرجل العنكبوت، هو مفتاح العثور عليه. ومع ذلك، يشترط هاري على الدكتور أخطبوط ألا يضر بيتر. الدكتور أخطبوط يجد بيتر ويسأله عن مكان الرجل العنكبوت، ويخطف ماري جين. بيتر يدرك أن عليه أن يستجمع قواه ويرتدي زيه مرة آخرى.
يلتقى كل الرجل العنكبوت والدكتور أخطبوط ويتقاتلا، حيث يقعون فوق قطار مدينة نيويورك السريع. يثبت الدكتور أخطبوط دواسة وقود القطار، ويعطل عناصر التحكم، ويقفز منها، الرجل العنكبوت يوقف القطار قبل انتهاء الطريق، ويغمى عليه من شدة الإرهاق، يحمله الركاب في واحدة من السيارات، ويزيلون قناعة ليكتشفوا أنه شاب في مقتبل العمر، وعندما يستقيظ يتعهد له الركاب بعدم الكشف عن هويته يعود الدكتور أخطبوط ليخطف الرجل العنكبوت، ولكن يحاول الركاب التصدي له وبالطبع بسهولة يهزم الركاب، ويخطف الرجل العنكبوت، ويسلمه لهاري.
وبناءً على الإتفاق يعطي هاري التريتيوم للدكتور أخطبوط، وبينما هاري يستعد لقتل الرجل العنكبوت، إلا أنه يُصدم عندما أن صديقة بيتر هو الرجل العنكبوت. بيتر يقنع هتري مزيد من الكوارث على وشك الوقوع، وهاري يكشف موقع الدكتور أخطبوط للرجل العنكبوت الذي يصل إلى مختبره المطل على النهر ويحاول إنقاذ ماري جين سراً. إلا أن أحد أذرع الدكتور أخطبوط تشعر به، ويقاتلون. الرجل العنكبوت في نهاية المطاف يهزم الدكتور أخطبوط، ويقنعه عن التخلي عن حلمه الذي سيبب دماراً للبشرية. وينجح الدكتور أوكتافيوس في التغلب على الأذرع الآلية وأن يسخرها لتنفيذ أوامره ويغرق نفسه مع مفاعل الإندماج في قاع نهر هدسون. ماري جين تكتشف حقيقة مشاعر الرجل العنكبوت، وأخبرها لماذا لا يمكن أن يكونا معاً.
وفي الوقت نفسه، يأتي لهاري شبح والده في المرآة، الذي يحرضه على الانتقام له من بيتر، ولكن يرفض هاري إيذاء بيتر ويحطم المرآة، فيكتشف غرفة سرية تحتوي على معدات العفريت الأخضر، ويقرر الانتقام من بيتر، ماري جين تقرر أن أن تهرب يوم زفافها وأن تعود إلى بيتر لتخبره بأنها ستكمل حياتها معه، ثم يسمعون مطاردة الشرطة، فتشجع بيتر على العودة ليكون الرجل العنكبوت.

## طاقم التمثيل
- توبي ماجواير في دور بيتر باركر/سبايدر مان: بطل خارق وطالب فيزياء بجامعة كولومبيا ومصور لصحيفة دايلي باجل. حتى يتعاملَ مع حياته الشخصيّة فهه مضطرٌ لفترة وجيزة للتخلّي عن مسؤولياته كبطل خارق في لحظات المحنة. عندما وقَّع ماجواير على تصوير الرجل العنكبوت (أو سبايدر مان) في عام 2000، حصلَ على عقدٍ من ثلاثة أفلام.[5] أثناء تصوير فيلم سيبيسكيت في أواخر عام 2002، عانى ماجواير من إصابات في ظهره وواجهت شركة الإنتاج صعوبة في إحراز تقدم في تصوير الفيلم.[6] نشأت مفاوضات لاستبدال ماجواير بجيك جيلينهال على الرغم من تعافي ماجواير الذي تمكن من إعادة تمثيل دوره براتب بلغَ 17 مليون دولار.[7]
- كيرستين دانست في دور ماري جان واتسون:[8] كانت ممثلة طموحة في برودواي وصديقةٌ أحبها بيتر منذ أن كان طفلاً ومع ذلك فقد تخلى عن فرصة التواجد معها بسبب قلقه على سلامتها.
- جيمس فرانكو في دور هاري أوزبورن:[9] الرئيس التنفيذي لشركة أسكورب وهو ابن نورمان أوزبورن وأفضل صديق لبيتر الذي يُحمّل الرجل العنكبوت مسؤولية وفاة والده كما أنه يحمل مشاعر تجاه ماري جين على الرغم من عدم تواجدهما معًا بعد الآن.
- ألفريد مولينا في دور أوتو أوكتافيوس/الدكتور الأخطبوط: عالم يُصاب بالجنون بعد فشله في خلق تفاعل اندماجي مستدام ذاتيًا. أوكتافيوس مرتبط بمعدات المناولة الخاصة به، وهي أربعة مخالب ميكانيكية ذكية اصطناعيًا. في البداية كان من المقرر أن يظهر في الجزء الأول من فيلم سبايدر مان لكنَّ إد هاريس جسد هذا الدور الذي تم التخطيط له في المسودة المبكرة للسيناريو ثمّ ظهر بدلاً من ذلك في هذا التكملة حيث رُشّح كريس كوبر كريستوفر والكن بالإضافة إلى روبرت دي نيرو لدور دكتور أوكتوبس.[10] تم اختيار مولينا في دور أوكتافيوس في فبراير 2003 وخضع لتدريب بدني على هذا الدور.[11] تأثر الممثل بأدائه في فريدا وشعر أيضًا أنه يتمتع بالجسد.[12] ناقش مولينا الدور لفترة وجيزة فقط ولم يكن يعلم أنه كان منافسًا قويًا وكان متحمسًا لكونه معجبٌ كبيرٌ بمارفل كومكس.[13] على الرغم من أنه لم يكن على دراية بـ دوك أوم إلا أن مولينا وجد عنصرًا واحدًا من الرسوم الهزلية التي أراد الحفاظ عليها وكان هذا هو روح الدعابة القاسية والسخرية للشخصية ومنها.[14]
- روزماري هاريس في دور ماي باركر: أرملة بن باركر وعمة بيتر.[15]
- دونا ميرفي في دور روزالي أوكتافيوس: زوجة أوتو ومساعدته.[16]

لعب جي كي سيمونز دوره كجيه جوناه جيمسون المدير البخيل ورئيس تحرير صحيفة ديلي بوغل، بينما يصور دانيال جيليس ابنه جون جيمسون رائد فضاء وخطيب ماري جين. كما هو الحال مع الفيلم السابق، يتمتع بروس كامبل بمظهر رائع هذه المرة كمرشد في أبواب عرض ماري جين واتسون. يلعبُ ستان لي المؤلف المشارك لفيلم سبايدر مان دور رجلٍ في الشارع يُنقذ امرأة من الحطام المتساقط خلال معركة بين سبايدر مان والدكتور أكتوبس. يلعبُ ديلان بيكر دور كيرت كونورز أحد أساتذة الفيزياء في كلية بيتر وزميل أوكتافيوس، بينما يعيد ويليم دافو دوره في دور نورمان أوزبورن والد هاري المتوفى. جاء دافو بالفكرة أثناء الترويج لفيلم سبايدر مان الذي صدر عام 2002 والذي شبهه بالملك هاملت الذي يطارد ابنه للانتقام منه. أعادت إليزابيث بانكس وجون باكستون وتيد ريمي وبيل نان أدوارهم في دور بيتي برانت، خادم عائلة أوزبورن برنارد هاوسمان، تيد هوفمان وروبي روبرتسون على التوالي. لعبَ إيليا باسكن دور السيد ديتكوفيتش مالك بيت بيتر وماغينا توفاه تلعب دور ابنته أورسولا. يُعيد كليف روبرتسون دوره كعم بيتر بن باركر في الفلاش باك.
يلعبُ سكوت شبيجل دور رجلٍ يُحاول أكل بعض البيتزا التي يقدمها سبايدر مان فقط ليضعها على يديه، بينما يلعب جويل ماكهيل دور السيد جاك صراف بنك. يلعبُ هال سباركس دور أحد ركاب المصعد الذي أجرى محادثة مع سبايدر مان، وجسَّدَ دونيل رولينغز شخصية نيويوركر التي تصرخ أن الرجل العنكبوت «سرق بيتزا هذا الرجل». فيما تلعبُ إميلي ديشانيل دور موظفة استقبال ويلعبُ برنت بريسكو دور رجل القمامة الذي يجد زيّ سبايدر مان في سلة المهملات ويعطيه لجيمسون. يلعبُ بيتر ماكروبي دور ممثل أوسكورب، ويلعبُ ريد دايموند دور ألجرنون، فيما ظهرت بيتن ليست وشقيقها سبنسر ليست لأول مرة في فيلمهما حيثُ يلعبات دور فتاة صغيرة وفتى يلعبان على دراجات. لعب دانيال داي كيم دور ريموند مساعد أوتو أوكتافيوس الذي يعمل في مختبره، فيما يلعبُ اساف ماندفي دور صاحب بيتزا جو جوي دياز، في حين ظهرَ دان هيكس وكلوي ديكسترا ضمن ركاب القطار، أما فانيسا فيرليتو فلعبت دور لويز إحدى النجوم المشاركين في ماري جين. يظهر جوي براينت كمتفرج يشهد على سبايدر مان أثناء تحليقه، فيما يلعبُ جون لانديس دور أحد الأطباء الذين يجرون عملية للدكتور أوكتوبس. يُصوّر فيل لامار أحد ركاب القطار الذي يُمكن رؤيته بسهولة على يسار سبايدر مان (يمين المشاهد) بينما يستخدم البطل حزامًا لإبطاء القطار، وأخيرًا يلعبُ جريج إيدلمان دور الدكتور ديفيس.

## الإنتاج

### التطوير
مباشرة بعد الانتهاء من سبايدر مان (2002) انتقل المخرج سام رايمي بمساعدة جايمس كيلتي إلى إخراج تكملة للفيلم الأول. في أبريل 2002 عينت شركة سوني ألفريد غوف ومايلز ميلار لكتابة سيناريو الفيلم. في 8 مايو 2002، في أعقاب تحقيق فيلم الرجل العنكبوت (أو سبايدر مان) رقمًا قياسيًا بلغَ 115 مليون دولار في افتتاح عطلة نهاية الأسبوع، أعلنت سوني بيكتشرز عن تكملة لعام 2004؛ بعنوان ذا أمايزينغ سبايدر مان أو سبايدر مان المذهل (بالإنجليزية: The Amazing Spider-Man) بعد عنوان الكتاب الهزلي الرئيسي للشخصية. خُصّصت للفيلم ميزانية قدرها 200 مليون دولار، وكان من المقرر إصداره في 7 مايو 2004. في الشهر التالي، تمت إضافة ديفيد كوب للمشاركة في الكتابة مع غوف وميلر.
في سبتمبر 2002 تم التعاقد مع مايكل شابون لإعادة الكتابة. كان لدى مسودته دوك أوك الأصغر الذي أصبح مفتونًا بماري جين، فيما يستخدمُ الدكتور أطرافه الميكانيكية لمواجهة الألم الناتج عن التعلق بجسده وهو ما يستمتع به. عندما يصيب اثنين من اللصوص في موعد ما فإن هذا يرعب ماري جين وفي المعركة الناتجة مع الرجل العنكبوت تندمج مخالبه معًا ويبدأ الاندماج في قتله. كانَ أوكتافيوس في هذا السيناريو هو مبتكر العنكبوت المعدل وراثيًا من الفيلم الأول، ويعطي بيتر ترياقًا لإزالة قواه: هذا يعني أنه عندما يموت أوكتافيوس بمخالبه فإنه يريد استخراج العمود الفقري للرجل العنكبوت لإنقاذ نفسه. يؤدي هذا إلى تحالف مع هاري (التفاصيل التي جعلته في الفيلم النهائي). قبل ذلك؛ وضع هاري على صحيفة ديلي بوغل إعلانًا بمكافأة قيمتها 10 ملايين دولار على من يأتي برأس سبايدر مان وهو ما تسبب في انقلاب مواطني المدينة ضده.
قام رايمي بغربلة المسودات السابقة بواسطة فوغ وميلر وكويب وتشابون حيث اختار ما يحبه مع كاتب السيناريو ألفين سارجنت. لقد شعر أنه من الناحية الموضوعية، كان على الفيلم استكشاف صراع بيتر مع رغباته الشخصية ضد مسؤوليته واستكشاف الإيجابيات والسلبيات في المسار الذي اختاره وكيف يقرر في النهاية أنه يمكن أن يكون سعيدًا كشخصية بطولية. على الرغم من أن القصة تأخذ بعض التأثير الجزئي من أول ظهور لدوك أوك في عام 1963. القصة مستوحاة في الغالب من قصة عام 1967 وعلى وجه التحديد من فقرة سبايدر مان المذهل. تقرَّر أن يظل دكتور أوكتوبوس هو الشرير لأنه كان شريرًا مثيرًا للاهتمام بل كان مطابقًا جسديًا للرجل العنكبوت وشخصًا متعاطفًا مع الإنسانية مصحوبًا بحقيقة أن الشخصية قد تم اعتبارها مرارًا وتكرارًا شريرة للفيلم الأول على مدار 15 عامًا من التطوير. غير رايمي الكثير من خلفية الشخصية مضيفًا فكرة أن أوتو أوكتافيوس هو بطل بيتر وكيف كان صراعهم حول محاولة إنقاذه من شياطينه بدلاً من قتله.

### تجارب الأداء
عندما وقَّع توبي ماجواير على تصوير فيلم سبايدر مان في عام 2000 حصل على عقدٍ من ثلاثة أفلام. أثناء تصوير فيلم سيبيسكيت في أواخر عام 2002، عانى ماجواير من إصابات في ظهره وواجهت سوني مشاكل في استمرار التصوير. نشأت مفاوضات لاستبدال ماجواير بجيك جيلنهال على الرغم من تعافي ماجواير وتمكنه من إعادة تمثيل دوره براتب 17 مليون دولار.

### التصوير

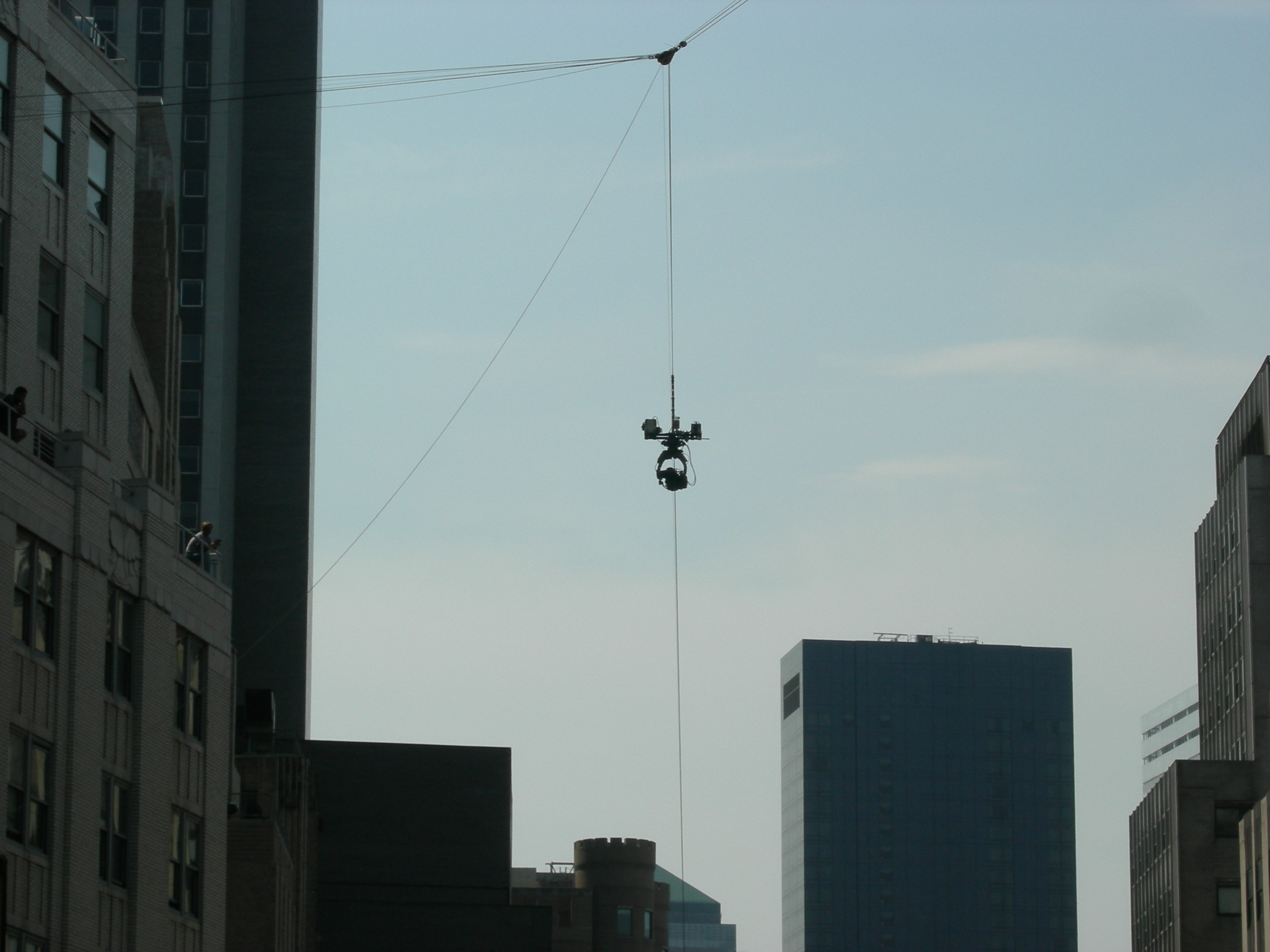
استُخدمَ ما يُعرف بسبايدر كام على نطاق واسع في الفيلم لتتبع حركات الرجل العنكبوت التي أُنشئت بواسطة الكمبيوتر بعد التقاطِ فيديوهات في الهواء".

صُوّر فيلم سبايدر مان 2 في أكثر من مائة موقع بدءًا من التصوير المسبق في شيكاغو خلال يومين في نوفمبر 2002. حصل الطاقم على الكثير من الأدوات اللازمة لتصوير حركات القفز والطيران في الهواء بل وضع ستة عشر كاميرا لالتقاطِ لقطات خلفية وأماميّة للرجل العنكبوت. بدأ التصوير الرئيسي في 12 أبريل 2003 في مدينة نيويورك وشيكاغو، وانتقل الطاقم في 13 مايو إلى لوس أنجلوس. بعد الذعر الذي أحاط بآلام ظهره، استمتع توبي ماجواير بأداء العديد من أعماله المثيرة حتى أنه خلق مزحة مع ريمي بالقول «ظهري ظهري» بينما كان يُحاول الرجل العنكبوت استعادة قوته. حتى روزماري هاريس أخذت منعطفًا مما أدى إلى توقفها عن العمل. في المقابل قال ألفريد مولينا مازحًا أن فريق الحركات البهلوانية سوف يخدعُ البطل لأداء حيلة ما مرارًا وتكرارًا إلى حين الوصول لأفضل لقطة.

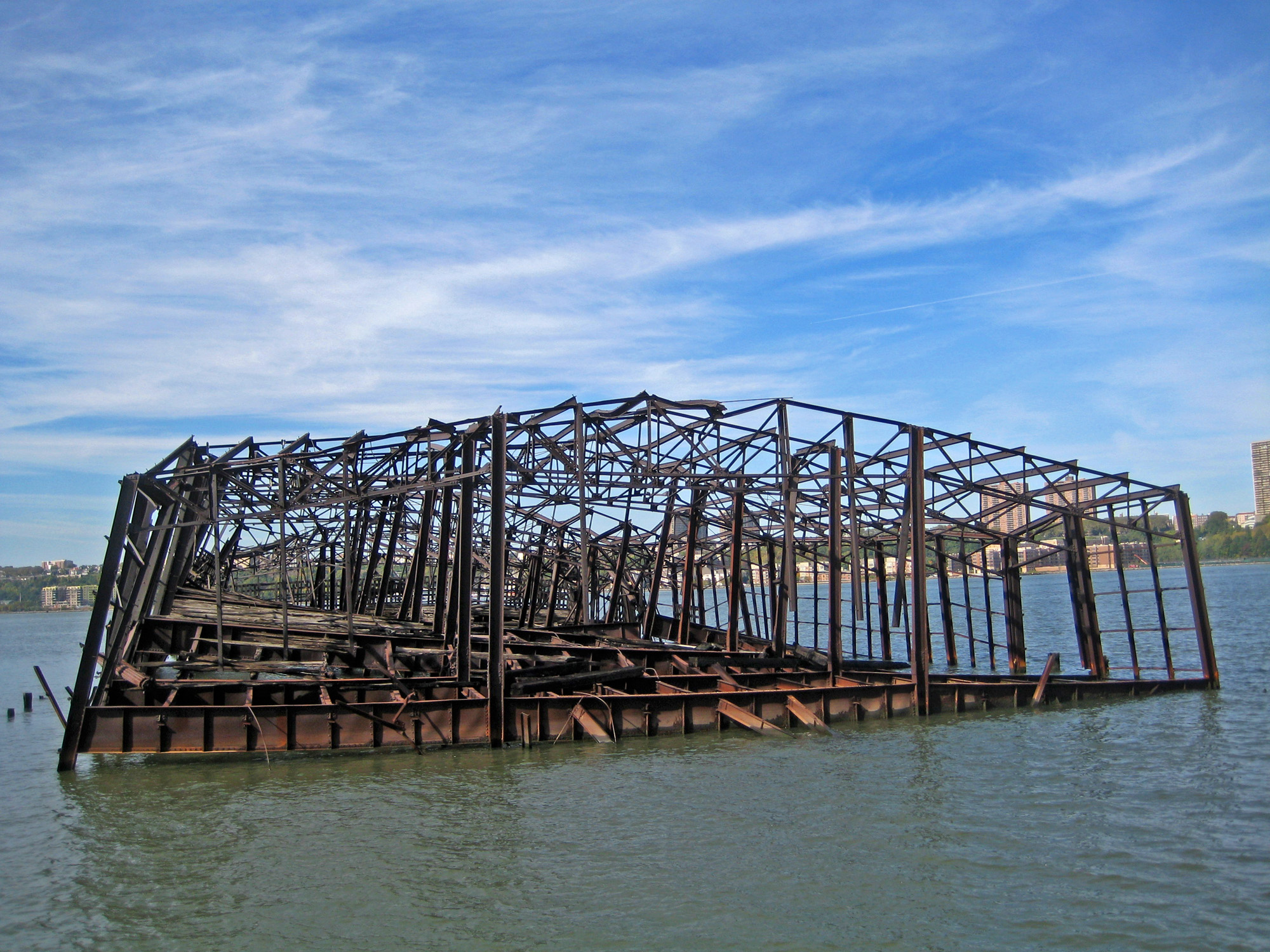
إطار رصيف قديم للسكك الحديدية المركزية في نيويورك محترق على الجانب الغربي من مانهاتن والذي استُخدم خلال تصوير الفيلم.

توقف التصوير لمدة ثمانية أسابيع من أجل بناء مخبأ دوك أوك. كانت فكرة سبيساك هي استخدام رصيف منهار ليكون مخبأ أوك، مما يعكس نسخة مفجعة من المختبر السابق ويمثل كيف انهارت حياة أوكتافيوس وأصبحت أكثر وحشية مستحضرًا سينما فريتز لانغ وفيلم كابينة الدكتور كاليجاري. استُؤنف التصوير في تلك المواقع بعد أن استغرق بناؤها خمسة عشر أسبوعًا. بُنيت في الموقع منمنمة وصُوّرت في الفيلم وكأنها تنهار. استمرت عمليات إعادة التصوير للفيلم حتى ديسمبر 2003.
تم استخدام نظام الكاميرا المسمى سبايدر كام للسماح لصانعي الأفلام بتصويرِ حركات سبايدر مان بشكل دقيق وجعلها واقعيّة بعض الشيء. بالنسبة لبعض اللقطات، التقطت الكاميرا ستة إطارات في الثانية لتشغيلٍ أسرع مما يزيد الإحساس بالسرعة. تم التخطيط مسبقًا للقطات باستخدام سبايدر كام في الإصدارات الرقمية للمدن وتمَّ التحكم في حركة الكاميرا باستخدام التحكم في الحركة مما يجعلها عالية التكلفة. استُخدم نظام الكاميرا فقط في الفيلم السابق من أجل اللقطة النهائية.

### التأثيرات البصرية
على الرغم من أن مصمم الأزياء جيمس أتشيسون كان هو نفسه تقريبًا كما كان من قبل فقد قام بالعديد من التغييرات الطفيفة على زي سبايدر مان. أصبحت ألوانه الشخصيّة أكثر ثراءً وجرأة وتم إعطاء شعار العنكبوت الخاص خطوطًا أكثر أناقة وتوسيعًا، وكانت عدسات العين أصغر إلى حد ما وتم تقطيع البدلة العضلية تحتها إلى أجزاء لإعطاء إحساس أفضل بالحركة. حُسّنت أيضًا الخوذة التي كان يرتديها ماجوير تحت قناعه مع حركة أفضل للفك الزائف والعدسات المغناطيسية والتي كان من السهل إزالتها.
لإنشاء مخالب دكتور أوكتافيوس (أو دكتور أخطبوط) الميكانيكيّة، تم التعاقد مع شركة إيدج إف إكس (بالإنجليزية: Edge FX) لإنشاء مشد وحزام معدني ومطاط وعمود فقري مطاطي وأربعة مخالب مطاطية من الفوم وصل طولها نحو 8 قدم (2.4 م) فيما بلغَ إجمالي وزنها نحو 100 رطل (45 كـغ). تم التحكم في كل المخالب بواسطة محرك عن بعد، حيثُ تم التحكم في كل المجسات من قِبل أربعة أشخاص تدربوا على كل مشهد مع مولينا حتى يتمكنوا من إعطاء إحساس طبيعي بالحركة كما لو كانت المجسات تتحرك بسبب حركة عضلات أوكتافيوس. في المجموعة، أشارت مولينا إلى كل متحكمٍ بمخلبٍ باسم «لاري» و«هاري» و«مو» و«فلو»، مع كون «فلو» هو المخلب العلوي اليميني وقد شُغّل من طرف أنثى، وهي التي أجرت عمليات دقيقة مثل نزع نظارة الشخصية وإشعال السيجارة ما إلى ذلك.
تم تعيين إيدج إف إكس فقط لعمل المشاهد حيث يحملُ أوكتافيوس مخالبه، في حين تخصَّصت شركة سي جي آي في حركات المجسات فهي التي كانت مسؤولة عن حركة أوكتافيوس في حمل الأثقال أو الضربِ بقوّة على الأرض. كان يتمُّ دائمًا تصوير كل مشهد أولاً باستخدام إبداعات إيدج إف إكس لمعرفة ما إذا كان تدخل سي جي آي ضرورية حقًا على اعتبار أنه مكلف. اختار مصممو الصوت عدم استخدام المؤثرات الصوتية المؤازرة، وشعروا أنها ستسلب الإحساس بأن المخالب جزء من جسم أوكتافيوس وبدلاً من ذلك استخدموا سلاسل الدراجات النارية وأسلاك البيانو.

## الإفراج

### البيع
تم إصدار الفيلم مبدئيًا على قرص دي في دي في 30 نوفمبر 2004 في الولايات المتحدة والمملكة المتحدة في 26 نوفمبر وفي أستراليا في 17 نوفمبر. كان قرص دي في دي متاحًا في كل هذه الدول، بل قامت بعض المتاجر ببيع مجلة سبايدر مان المذهل إلى جانبِ الفيلم للتشجيع على شرائه. بيع الفيلم عبر قرص دي في دي نحو 11,604,597 مرة وحقق 174,260,344 دولارًا في الولايات المتحدة. تم إصدار الفيلم أيضًا بتنسيق قرص الوسائط العامالخاص بشركة سوني في عام 2005 وبيعت مليون نسخة منه في الولايات المتحدة كجزء من حزمة بلاي ستيشن بورتبلو. حصل الفيلم على رواية كتبها بيتر ديفيد، وصدرَ على بلو راي في أكتوبر 2007 كجزء من مجموعة سبايدر مان: ذا هاي ديفينشن تريلوجي (بالإنجليزية: Spider-Man: The High Definition Trilogy). تم إصداره أيضًا بشكل منفصل على بلو راي في نوفمبر 2010 بالإضافة إلى الفيلم السابق كجزء من مجموعة بلو راي الأساسيّة من سوني بما في ذلك الإصدار المسرحي والقصّة. تمت إعادة إصدار الأفلام الثلاثة جميعها على بلو راي في عام 2017.

#### الرجل العنكبوت 2.1 (2007)
تم إصدار مقطع موسع للفيلم بعنوان سبايدر مان 2.1 على قرص دي في دي في 17 أبريل 2007. تضمن القطع ثماني دقائق من اللقطات الجديدة، مع ميزات خاصة جديدة غير مدرجة في الإصدار الأصلي، بالإضافة إلى معاينة مسبقة لفيلم سبايدر مان 3 القادم. تميزت القطع بمشاهد جديدة بديلة وممتدة وأيضًا بميزة: «إنسايد سبايدر-مان 2.1» التي تٌوضّح بالتفصيل طريقة التصوير. تم بث مقطع مماثل في 2 يناير 2007 على قناة إف إكس مع معاينة مسبقة حصرية لسبايدر-مان 3.

## الاستقبال

### شباك التذاكر
حقق الرجل العنكبوت 2 إجمالي 373.6 مليون دولار في الولايات المتحدة وكندا و415 مليون دولار في أقاليم أخرى بإجمالي عالمي قدره 788.6 مليون دولار مقابل ميزانية إنتاج قدرها 200 مليون دولار. افتُتح سبايدر مان 2 في الولايات المتحدة في 30 يونيو 2004 وحقق 40.4 مليون دولار في يومه الأول. حطم هذا الرقم القياسي في يوم الافتتاح الأول للفيلم البالغ 39.4 مليون دولار حتى تم تجاوزه بعد عام بواسطة حرب النجوم الجزء الثالث: انتقام السيث (50.0 مليون دولار). حطَّم أيضا فيلم سيد الخواتم: عودة الملك الذي سجّل 34,500,000 دولار ليوم الأربعاء وهو الأعلى في هذا اليوم، لكنّ فيلم سبايدر مان تجاوزَ هذا الرقم بل احتفظَ بالرقم القياسي ليوم الأربعاء لمدة ثلاث سنوات حتى كُسر من قِبل هاري بوتر وجماعة العنقاء (44.2 مليون دولار). بلغ إجمالي المبيعات من الجمعة إلى الأحد ما مجموعه 88.2 مليون دولار وهو أعلى رقم يُسجّل في عطلة نهاية أسبوع في عيد الاستقلال في ذلك الوقت. احتفظ الفيلم بالرقم القياسي حتى تم كسره بواسطة المتحولون: الجانب المظلم للقمر (97.9 مليون دولار). حقَّقَ الفيلم في الأيام الستة الأولى أكثر من 180 مليون دولار.

### النقد السينمائي
حصل الفيلم روتن توميتو على تقييمٍ بلغ 93٪ بناءً على 274 مراجعة بمتوسط درجات بلغَ 8.30/10، وحصل في ميتاكريتيك الذي يستخدم المتوسط الموزون على 83 درجة من 100 بناءً على 41 مراجعة مما يُشير إلى «إشادة عالمية». الجماهير التي استُطلعت آراءها في سينماسكور أعطت الفيلم متوسط درجة "A-" على مقياس A + إلى F.
أعطت شيكاغو تريبيون الفيلم ثلاثة نجوم ونصف من أصل أربعة، وذكر مارك كارو أن «ألفريد مولينا كان شريرًا معقدًا بشكل مبهج، والفيلم ككل يتطور على سابقه في كل شيء تقريبًا.» كينيث توران من صحيفة لوس أنجلوس تايمز أعطى الفيلم أربعة نجوم من أصل خمسة ووافق على كارو عندما قال: «دوك أوك ينتزع هذا الفيلم برباعية من أذرعه الميكانيكية المشؤومة ويرفض التخلي عنها.» أعطى روجر إيبرت سبايدر مان 2 درجة كاملة (أربعة نجوم من أصل أربعة) واصفًا إياه بأنه «أفضل فيلم خارق منذ إطلاق النوع الحديث مع سوبرمان (1978)» وأثنى على الفيلم قالب:اقتباس مضمت أطلق عليه لاحقًا لقب رابع أفضل فيلم لعام 2004. شعرَ ريتشارد جورج من آي جي إن أنَّ «سام رايمي وفريق كتاباته أضفى لمسة خاصّة على فيلم الرجل العنكبوت. . . نتمنى تقريبًا أن تكون هناك طريقة لإضافة بعض هذه العناصر بأثر رجعي إلى الشخصية الأصليّة.» في عام 2016 صنَّف جيمس كاريزما من بلاي بوي الفيلم في المركز 9 في قائمة 15 تكملة أفضل بكثير من النسخ الأصلية. على العكس من ذلك اعتقد جيه هوبرمان من ذا فيليج فويس أن النصف الأول من الفيلم كان مثيرًا مع توقف الفيلم غالبًا لعرض فكرة ريمي عن الفكاهة في النصف الثاني.
تم إدراج سبايدر-مان 2 بشكل متكرر بين تصنيفات أفضل أفلام الأبطال الخارقين، حيث وُضع الفيلم في المرتبة 411 على قائمة أفضل 500 فيلم لمجلة إمباير واصفةً الفيلم بأنه «أكبر وأفضل من سابقه مع شرير متفوق في فيلم دوك أوك للمخرج ألفريد مولينا ورايمي أكثر ثقة.» وصفته مجلة فوربس في عام 2013 بأنه «ليس مجرد واحد من أعظم التكميلات، ولكنه أحد أفضل الأفلام من هذا النوع منذُ فترة.» وصفته فيلم سكول ريجيكت في عام 2018 بأنهُ «أفضل فيلم صيفي على الإطلاق» وقالت إن «قصته العاطفية والمحسوبة تقف فوق نقرات الصيف الحديثة مثل قصص المنتقمون فارس الظلام.»

### الجوائز
فازَ الرجل العنكبوت 2 بجائزة الأوسكار لأفضل مؤثرات بصرية ورُشّح لجائزة أفضل مؤثرات صوتية (كيفن أوكونيل، جريج بي روسل وجوسيف غايزينجر) وجائزة أفضل مونتاج صوت لكنه خسر أمام فيلمي راي وأبطال خارقون على التوالي. حصل الفيلم على جائزة زحل لأفضل ممثل وجائزة زحل لأفضل مخرج وأفضل فيلم خيالي وأفضل مؤثرات خاصة وأفضل كاتب بينما تم ترشيحه لأفضل ممثل مساعد وأفضل موسيقى. تم ترشيحه لجائزتين من جوائز الأكاديمية البريطانية للأفلام عن المؤثرات البصرية الخاصة والصوت لكنه خسر أمام اليوم بعد الغد وراي على التوالي. أدرج معهد الفيلم الأمريكي (AFI) الفيلم كواحدٍ من أفضل عشرة أفلام لعام 2004، ورشحه لمراكز في قوائم أفضل 10 أفلام فانتازيا، أكثر 100 فيلم أمريكي إلهامًا، وأعظم 100 فيلم أمريكي.

## لعبة فيديو
بالتزامن مع إصدار الفيلم، تم إصدار لعبة فيديو تحمل الاسم نفسه من لغيم بوي أدفانس ونينتندو غيم كيوب ومايكروسوفت ويندوز وبلاي ستيشن 2 وإكس بوكس في 28 يونيو 2004. ثمّ صدرت في وقتٍ لاحقٍ على بلاي ستيشن بورتبل ونينتندو دي أس. اللعبة هي لعبة فيديو أكشن ومغامرة وهي بمثابة نسخة مكمّلة للعبة صدرت عام 2002. نُشر إصدار جديد لأكتيفيجن وتم تطوير إصدارات وحدة التحكم بواسطة تريارك لكن الإصدارات الأخرى كان لها مطورون مختلفون. تم استقبال إصدارات وحدة التحكم من سبايدر-مان 2 بشكل جيد باستثناء إصدار الحواسيب. بيعت اللعبة عند إطلاقها أكثر من مليوني وحدة في أمريكا الشمالية وذلك بحلول 7 يوليو 2004.

## وصلات خارجية
- الرجل العنكبوت 2 على موقع IMDb (الإنجليزية)
- الرجل العنكبوت 2 على موقع ميتاكريتيك (الإنجليزية)
- الرجل العنكبوت 2 على موقع الموسوعة البريطانية (الإنجليزية)
- الرجل العنكبوت 2 على موقع روتن توميتوز (الإنجليزية)
- الرجل العنكبوت 2 على موقع نتفليكس (الإنجليزية)
- الرجل العنكبوت 2 على موقع قاعدة بيانات الأفلام العربية
- الرجل العنكبوت 2 على موقع ألو سيني (الفرنسية)
- الرجل العنكبوت 2 على موقع Turner Classic Movies (الإنجليزية)
- الرجل العنكبوت 2 على موقع أول موفي (الإنجليزية)
- الرجل العنكبوت 2 على موقع بوكس أوفيس موجو (الإنجليزية)